# Cirrhitichthys randalli
Cirrhitichthys randalli is een straalvinnige vissensoort uit de familie van koraalklimmers (Cirrhitidae). De wetenschappelijke naam van de soort is voor het eerst geldig gepubliceerd in 1976 door Kotthaus.